# Handelsovereenkomst ter bestrijding van namaak
De Handelsovereenkomst ter bestrijding van namaak (beter bekend als ACTA, afkorting van Anti-Counterfeiting Trade Agreement) is een handelsverdrag voor internationale standaarden op het gebied van de handhaving van het intellectueel eigendomsrecht. ACTA heeft de status van plurilateraal verdrag, een term die door de Wereldhandelsorganisatie wordt gebruikt voor verdragen die niet open staan voor alle staten.
In oktober 2007 kondigden de Verenigde Staten, de Europese Unie, Zwitserland en Japan aan te gaan onderhandelen over ACTA. Na onderhandelingsrondes, onder anderen in in Luzern, Zwitserland; en Washington, VS is de definitieve tekst vastgesteld in 2010 in Japan.
De deelnemers aan de onderhandelingen waren: de VS, Canada, de Europese Unie, Zwitserland, Japan, Korea, Singapore, Australië, Nieuw-Zeeland, Mexico, Jordanië, Marokko en de Verenigde Arabische Emiraten. Het verdrag is ondertekend door de Verenigde Staten, de Europese Unie en 22 van haar lidstaten (waaronder België), Australië, Canada, Japan, Mexico, Marokko, Nieuw-Zeeland, Singapore en Zuid-Korea. Nederland heeft het verdrag niet ondertekend. Japan is het enige land dat het verdrag heeft geratificeerd. Het treedt niet in werking voor de 6e ratificatie.

## Ontvangst van conceptteksten
De voorstanders van het verdrag wijzen op de economische schade als gevolg van de grootschalige handel in nagemaakte merkartikelen en het downloaden van auteursrechtelijk beschermd materiaal via het internet. Zij zien in het verdrag een belangrijk instrument in de strijd tegen namaak en piraterij.
De hoogte van de economische schade wordt echter betwijfeld door onder andere de Amerikaanse Government Accountability Office die erop wijst dat er geen onafhankelijk en betrouwbaar onderzoek aan deze ramingen ten grondslag ligt. Uit onderzoek door Felix Oberholzer-Gee blijkt inderdaad dat filesharing slechts verantwoordelijk is voor een omzetvermindering van hoogstens 20% en dat deze daling grotendeels gecompenseerd wordt door de toegenomen verkoop van concertkaarten en merchandise. Ook voor een gevreesde verschraling van het culturele aanbod vindt de studie geen aanwijzingen.
Tegenstanders hebben kritiek op het feit dat de onderhandelingen achter gesloten deuren plaatsvonden. Zij zien het als onwenselijk dat er als gevolg van de gekozen onderhandelingsvorm nieuwe wetgeving ontstaat, zonder dat nationale parlementen inspraak hebben in het proces. Ook wijzen de tegenstanders erop dat consumentenorganisaties geen partij zijn bij de onderhandelingen.
Uit gelekte concepten blijkt dat gesproken werd over 'graduated response'-regels voor Internet Service Providers (ISP's), als gevolg waarvan de internetverbinding van overtreders na drie waarschuwingen uiteindelijk afgesloten wordt. Ook zouden ISP's verplicht worden zonder tussenkomst van een rechter de identiteit van overtreders prijs te geven. Daarnaast werd gesproken over douanecontroles van mp3-spelers, mobiele telefoons, camera's en laptops.

## Juridisch kader
ACTA behelst het opzetten van een nieuw internationaal verdragsrechtelijk systeem met een bijbehorend bestuursorgaan (het ACTA Comité), naast bestaande internationale instituten. Het verdrag zou daarmee niet onder organisaties als de Verenigde Naties (VN), de Wereldhandelsorganisatie (WTO) en de Wereldorganisatie Intellectuele Eigendom (WIPO) komen te vallen.
De Europese Commissie verklaart dat ACTA tot doel heeft om de handhaving van bestaande wetgeving op gebied van het intellectueel eigendomsrecht te verbeteren door het vaststellen van internationale standaarden voor de vervolging van zware overtreders. ACTA zou niet tot doel hebben om de bestaande wetgeving zelf aan te passen. Volgens de EC zal ACTA haar doel via drie wegen trachten te bereiken:
- Internationale samenwerking

De verbetering van samenwerking tussen opsporingsdiensten van de deelnemende landen.
Het uitwisselen van informatie.
Het exporteren van huidige samenwerkingsmodellen zoals gehanteerd door de EU, de VS en Japan naar toekomstige deelnemers.
- Sterkere handhaving en meer onderlinge afstemming

Het afstemmen van nieuwe procedures met rechthebbenden en handelspartners in publiek-private adviesgroepen.
Het verhogen van de effectiviteit van de opsporingsprocedures door de inbreng van gespecialiseerde kennis en expertise bij politie en justitie.
Publieke voorlichting over het belang van de bescherming van het intellectueel eigendom.
- Een stelsel van wetten en regels met betrekking tot de handhaving

De EC ziet het harmoniseren van een strafrechtelijke aanpak van namaak en piraterij binnen de EU als sleutel voor succes. Op dit moment is er alleen overeenstemming op civielrechtelijk gebied.
Grensmaatregelen: mogelijke inbeslagname van verboden artikelen, controles op import, export en doorvoer alsmede het versterken van de samenwerking tussen de wetshandhavingsdiensten en de rechthebbenden.
Internet: Het definiëren van de verantwoordelijkheid die ISP's dragen voor eventuele auteursrechtelijk beschermde content aan de hand van bestaande richtlijnen.
De EC benadrukte dat de uitgelekte teksten voornamelijk conceptvoorstellen waren en geen overeenkomsten.

## Ondertekening en ratificatie
Landen (en de EU) kunnen uitsluitend gebonden worden door ondertekening gevolgd door ratificatie/acceptatie; of door toetreding tot het verdrag na inwerkingtreding. Het verdrag werd op 1 oktober 2011 in Tokyo ondertekend door de Verenigde Staten, Australië, Canada, Japan, Marokko, Nieuw-Zeeland, Singapore en Zuid Korea; en in januari 2012 door de Europese Unie en 22 van haar (toen) 27 lidstaten. Niet ondertekenende EU-lidstaten waren Cyprus, Estland, Duitsland, Nederland en Slowakije. Mexico ondertekende in juli 2012.
Japan is het enige land dat overgegaan is tot ratificatie. Het verdrag treedt in werking nadat 6 staten het hebben geratificeerd.

## Parlementaire behandeling in Nederland en de EU

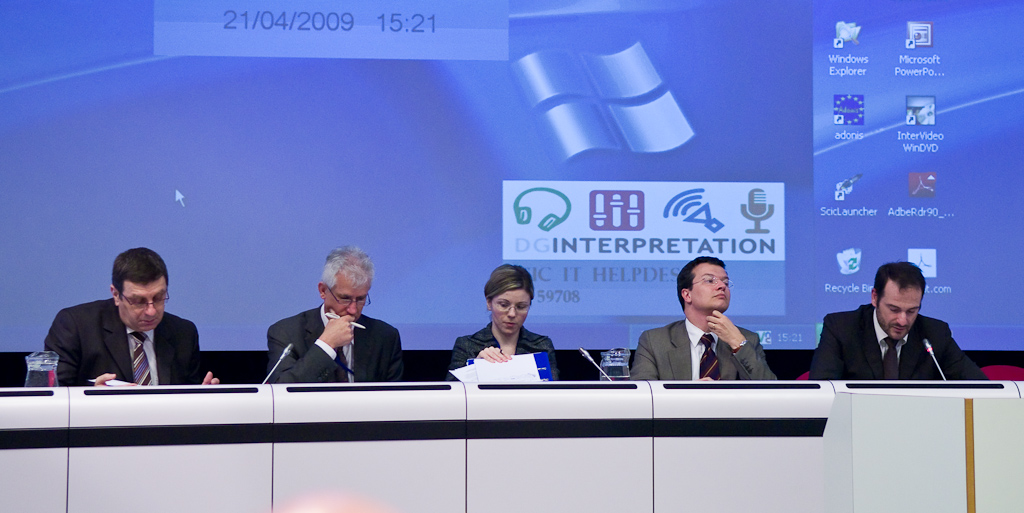
v.l.nr.r. Christian Tournié, Benoît Lory, Alexandra Iliopoulou, Pedro Velasco Martins, Luc Devigne tijdens een consultatiemeeting op 21 april 2009 in het Karel de Grote-gebouw

In antwoord op Kamervragen van Kees Vendrik (Groen Links) van 6 november 2008 heeft de minister van Economische Zaken op 28 januari 2009 bevestigd dat de Europese Commissie namens Nederland deelneemt aan de onderhandelingen. De agenda's van de drie onderhandelingsrondes die tot dat moment zijn gehouden worden kort toegelicht, evenals de Nederlandse standpunten. De minister stelt dat ACTA slechts kan gaan over te nemen maatregelen tegen inbreuk op het auteursrecht en nadrukkelijk niet over een herdefinitie van het begrip inbreuk zelf. Strafrechtelijke handhaving is een laatste middel dat alleen wordt ingezet tegen overtreders die dit zo grootschalig doen dat de markt verstoord raakt. Downloaden voor eigen gebruik is niet verboden, civielrechtelijk noch strafrechtelijk.
Op 4 september 2009 geeft de staatssecretaris van Economische Zaken per brief een uiteenzetting over de ACTA-onderhandelingen, naar aanleiding van meerdere vragen die gesteld zijn tijdens het vragenuurtje van 23 juni 2009.
Er wordt ingegaan op de agenda's van de vijf onderhandelingsrondes tot dat moment, en de ronde van november 2009 in Seoel wordt aangekondigd. De onderhandelingen zouden in de eerste helft van 2010 afgerond moeten zijn. Nederland ziet het gebrek aan transparantie als een probleem en heeft hierover samen met andere Europese Lidstaten een verklaring afgelegd. Acta Stakeholders Consultation Meetings, zoals de EU die organiseert zullen ook in Nederland gehouden gaan worden. Hiermee wil Nederland wachten tot de onderhandelingsteksten openbaar worden, tenzij openbaarmaking te lang op zich laat wachten. De mogelijkheid dat ACTA uiteindelijk ook van invloed zou kunnen zijn op geneesmiddelentoevoer van niet-aangesloten landen wordt aanwezig geacht.
Op 10 maart 2010 neemt het Europees Parlement een motie aan, waarin het zijn bezorgdheid uitspreekt over het gebrek aan openheid en de ontbrekende rechtsgrondslag voor de ACTA-onderhandelingen. Onder verwijzing naar het Verdrag van Lissabon eist het Europees Parlement openbaarmaking van alle onderhandelingsdocumenten. Ook wordt vastgesteld dat het verdrag niet in werking kan treden zonder de goedkeuring van het Europees Parlement. Het parlement sprak zich ook uit tegen three-strikesregelgeving zonder tussenkomst van een rechter en tegen individuele grenscontroles op auteursrechtelijk beschermd materiaal.
Op 15 maart 2010 schrijven de ministers van Economische Zaken en Justitie een brief over ACTA. De ministers bevestigen nogmaals dat ACTA niet verder zou kunnen gaan dan de huidige EU-regelingen, en geen afbreuk mocht doen aan de richtlijnen met betrekking tot privacy noch aan die uit het Telecompakket. Three-strikeswetgeving werd niet acceptabel geacht, omdat de EU-richtlijnen geen beperking van internettoegang toestonden, wanneer niet wordt voldaan aan de volgende minimumeisen:
- Er is een onpartijdige procedure met hoor en wederhoor.
- Het recht op een effectieve beroepsmogelijkheid bij een rechterlijke instantie dient gegarandeerd te zijn.
- De maatregel moet passend en evenredig zijn binnen de democratische samenleving.

Over transparantie schrijven de ministers dat naar aanleiding van een groeiende roep om openheid de Europese Commissie op 5 maart 2010 heeft besloten zich voortaan proactief in te zetten voor meer transparantie over de ACTA-onderhandelingen. De EC zal in Auckland aandringen op het openbaar maken van de ACTA-documenten.
De ministers stellen dat ACTA zowel strafrechtelijke als civielrechtelijke maatregelen zal bevatten en daarom waarschijnlijk als gemengd akkoord wordt aangemerkt. Een gemengd akkoord vereist ratificatie door de nationale parlementen en daarnaast goedkeuring door het Europees Parlement.
Op 4 juli 2012 stemde het Europees Parlement tegen aanname van het verdrag: 478 Europarlementariërs stemden tegen, 39 voor en 165 leden onthielden zich van stemming.